# 17640 Mount Stromlo
17640 Mount Stromlo è un asteroide areosecante. Scoperto nel 1996, presenta un'orbita caratterizzata da un semiasse maggiore pari a 2,3238323 UA e da un'eccentricità di 0,3517971, inclinata di 25,43953° rispetto all'eclittica.